# ها داي سونغ
ها داي سونغ (بالكورية: 하대성)‏ مواليد 2 مارس 1985 في إنتشون، هو لاعب كرة قدم كوري جنوبي يلعب مع نادي سول في مركز خط الوسط. مثّل منتخب كوريا الجنوبية لكرة القدم. سبق له أن لعب في كأس العالم لكرة القدم مع منتخب بلاده.

## البدايات المبكرة
بدأ ها داي سونغ ممارسة كرة القدم في سنٍّ مبكرة. في عام 1997 مُنِحَ ها داي سونغ، الذي كان آنذاك في المدرسة الابتدائية، الجائزة الكبرى (جائزة تشا بوم كون) لكرة القدم، والتي تم إنشاؤها من قبل أسطورة كوريا الجنوبية تشا بوم كون لاكتشاف المواهب الشابة. أدت سمعته بالمدرسة الثانوية التي كان يدرس فيها، وهي واحدة من أشهر مدارس كرة القدم في كوريا الجنوبية لاكتشافه. ولكن سرعان ما أصيب بإصابة خطيرة في ركبته اليمنى واضطر إلى التوقف عن لعب كرة القدم لمدة عامين. في سنته الأخيرة في المدرسة الثانوية، بدأ يلعب بانتظام. بعد فترة وجيزة، إلى جانب زملائه في الفريق إي غن هو وكيم سيونغ يونغ، وشكلوا ثلاثيًا شهيرًا، مما ساعد المدرسة على الفوز بثلاث مسابقات وطنية.

## المسيرة الاحترافية
انضم ها داي سونغ إلى نادي أولسان هيونداي في عام 2004. ومع ذلك لم يتمكن من تثبيت مكانه في النادي، الذي تفاخر به لاعبون مثل إي هو وإي تشون سو وكم جونغ وو في ذلك الوقت.
بعد أن فشل في أولسان، انتقل ها إلى نادي دايجو في عام 2006 وكان أول ظهور له في الدوري الكوري. بدأ بالتألق في عام 2008 وأصبح ناديه النادي الذي أحرز أكبر عدد من الأهداف في الدوري.
في عام 2009 انتقل إلى نادي جونبك هيونداي موتورز. وعلى الرغم من فوز ناديه بالدوري في ذلك الموسم إلا أنه فشل في الحصول على مكان منتظم في الفريق الأول.
انتقل إلى نادي سول في عام 2010 وساعد ناديه على الفوز بالدوري في ذلك الموسم. في 3 يناير 2012 تم تعيينه قائدًا لنادي سول. بعد قيادة نادي سول إلى بطولة الدوري مرة أخرى، تلقى ها داي سونغ اهتمامًا من مختلف الأندية. وبحسب ما ورد فقد كان دينامو زغرب أحد الأندية العديدة التي قدمت عرضًا له. أفيد أن نادٍ من دوري نجوم قطر عرض 2.5 مليون دولار كرسوم انتقال لإغراءه. ومع ذلك، اختار ها البقاء في نادي سول.
في يوم 3 يناير عام 2014، أعلن نادي سول رسميا أن ها ترك النادي منتقلًا إلى دوري السوبر الصيني ليلعب لصالح نادي بكين سينوبو غوان.
وفي 19 يناير 2017، أعلن نادي سول رسميًا عودته إلى النادي.

### الأندية التي لعب لها
- نادي أولسان هيونداي
- جونبك هيونداي موتورز
- نادي سول
- نادي بكين سينوبو غوان
- نادي طوكيو
- ناغويا غرامبوس

## المشاركة الدولية
في 15 نوفمبر 2008 تم استدعاءه إلى منتخب كوريا الجنوبية لمباراة ودية ضد منتخب قطر.

### سجل المشاركة الدولية
| منتخب كوريا الجنوبية | منتخب كوريا الجنوبية | منتخب كوريا الجنوبية |
| العام                | الظهور               | الأهداف              |
| -------------------- | -------------------- | -------------------- |
| 2008                 | 1                    | 0                    |
| 2009                 | 1                    | 0                    |
| 2010                 | 0                    | 0                    |
| 2011                 | 0                    | 0                    |
| 2012                 | 5                    | 0                    |
| 2013                 | 5                    | 0                    |
| المجموع              | 12                   | 0                    |

## الإحصائيات

### إحصائيات في الدوري الكوري الجنوبي
اعتبارًا من 3 ديسمبر 2013
| النادي               | الموسم   | دوري كوريا الجنوبية لكرة القدم | دوري كوريا الجنوبية لكرة القدم | دوري كوريا الجنوبية لكرة القدم | كأس الاتحاد الكوري الجنوبي | كأس الاتحاد الكوري الجنوبي | كأس الاتحاد الكوري الجنوبي | كأس الدوري | كأس الدوري | كأس الدوري | دوري أبطال آسيا | دوري أبطال آسيا | دوري أبطال آسيا | المجموع | المجموع | المجموع   |
| النادي               | الموسم   | الظهور                         | الأهداف                        | صناعة هدف                      | الظهور                     | الأهداف                    | صناعة هدف                  | الظهور     | الأهداف    | صناعة هدف  | الظهور          | الأهداف         | صناعة هدف       | الظهور  | الأهداف | صناعة هدف |
| -------------------- | -------- | ------------------------------ | ------------------------------ | ------------------------------ | -------------------------- | -------------------------- | -------------------------- | ---------- | ---------- | ---------- | --------------- | --------------- | --------------- | ------- | ------- | --------- |
| أولسان هيونداي       |          |                                |                                |                                |                            |                            |                            |            |            |            |                 |                 |                 |         |         |           |
| 2004                 | 0        | 0                              | 0                              | ?                              | ?                          | -                          | 2                          | 0          | 0          | N/A        | N/A             | N/A             | 2               | 0       | 0       |           |
| 2005                 | 0        | 0                              | 0                              | ?                              | ?                          | -                          | 0                          | 0          | 0          | N/A        | N/A             | N/A             | 0               | 0       | 0       |           |
| المجموع              | المجموع  | 0                              | 0                              | 0                              | 0                          | 0                          | -                          | 2          | 0          | 0          | 0               | 0               | -               | 2       | 0       | 0         |
| نادي دايجو           |          |                                |                                |                                |                            |                            |                            |            |            |            |                 |                 |                 |         |         |           |
| 2006                 | 11       | 0                              | 0                              | ?                              | ?                          | -                          | 7                          | 0          | 0          | N/A        | N/A             | N/A             | 18              | 0       | 0       |           |
| 2007                 | 17       | 1                              | 2                              | ?                              | ?                          | -                          | 8                          | 1          | 0          | N/A        | N/A             | N/A             | 25              | 2       | 2       |           |
| 2008                 | 24       | 4                              | 1                              | ?                              | ?                          | -                          | 7                          | 1          | 0          | N/A        | N/A             | N/A             | 31              | 5       | 1       |           |
| المجموع              | المجموع  | 52                             | 5                              | 3                              | 0                          | 0                          | -                          | 22         | 2          | 0          | 0               | 0               | -               | 74      | 7       | 3         |
| جونبك هيونداي موتورز | 2009     | 26                             | 1                              | 2                              | ?                          | ?                          | -                          | 4          | 1          | 0          | N/A             | N/A             | N/A             | 30      | 2       | 2         |
| المجموع              | المجموع  | 26                             | 1                              | 2                              | 0                          | 0                          | -                          | 4          | 1          | 00         | 0               | 0               | -               | 30      | 2       | 2         |
| نادي سول             |          |                                |                                |                                |                            |                            |                            |            |            |            |                 |                 |                 |         |         |           |
| 2010                 | 26       | 5                              | 2                              | 2                              | 0                          | -                          | 7                          | 3          | 1          | N/A        | N/A             | N/A             | 35              | 8       | 3       |           |
| 2011                 | 18       | 6                              | 2                              | 2                              | 0                          | -                          | 0                          | 0          | 0          | 4          | 0               | -               | 20              | 6       | 2       |           |
| 2012                 | 39       | 5                              | 7                              | 2                              | 1                          | -                          | -                          | -          | -          | N/A        | N/A             | N/A             | 41              | 6       | 7       |           |
| 2013                 | 29       | 3                              | 2                              | 1                              | 1                          | -                          | -                          | -          | -          | 13         | 1               | -               | 30              | 4       | 2       |           |
| المجموع              | المجموع  | 112                            | 19                             | 3                              | 7                          | 2                          | -                          | 7          | 3          | 1          | 17              | 1               | -               | 126     | 24      | 14        |
| الإجمالي             | الإجمالي | 190                            | 25                             | 18                             | 7                          | 2                          | -                          | 35         | 6          | 1          | 17              | 1               | -               | 232     | 33      | 19        |

### إحصائيات في الدوري الصيني الممتاز
اعتبارًا من 1 نوفمبر 2015
| النادي                | الموسم   | الدوري الصيني الممتاز | الدوري الصيني الممتاز | الدوري الصيني الممتاز | كأس الاتحاد الصيني | كأس الاتحاد الصيني | كأس الاتحاد الصيني | دوري أبطال آسيا | دوري أبطال آسيا | دوري أبطال آسيا | المجموع | المجموع | المجموع   |
| النادي                | الموسم   | الظهور                | الأهداف               | صناعة هدف             | الظهور             | الأهداف            | صناعة هدف          | الظهور          | الأهداف         | صناعة هدف       | الظهور  | الأهداف | صناعة هدف |
| --------------------- | -------- | --------------------- | --------------------- | --------------------- | ------------------ | ------------------ | ------------------ | --------------- | --------------- | --------------- | ------- | ------- | --------- |
| نادي بكين سينوبو غوان | 2014     | 22                    | 1                     | -                     | 0                  | 0                  | -                  | 6               | 1               | -               | 28      | 2       | -         |
| نادي بكين سينوبو غوان | 2015     | 24                    | 1                     | -                     | 1                  | 0                  | -                  | 5               | 0               | -               | 30      | 1       | -         |
| الإجمالي              | الإجمالي | 46                    | 2                     | -                     | 1                  | 0                  | -                  | 11              | 1               | -               | 58      | 3       | -         |

## الإنجازات

### مع الأندية
جونبك هيونداي موتورز
- الدوري الكوري 1
  - الفائزون (1): 2009

نادي سول
- الدوري الكوري 1
  - الفائزون (2): 2010، 2012

- كأس الدوري
  - الفائزون (1): 2010

### الفردية
نادي سول
- من بين أفضل 11 لاعبا (3): 2011، 2012، 2013

## الحياة الشخصية
ها داي سونغ هو صديق مقرب من اللاعب إي غن هو. كان الاثنان يعرفان بعضهما بعضا منذ أن كانا في العاشرة من العمر ودرسا بنفس المدارس الابتدائية والمتوسطة والثانوية. قال ها إنه معفى من الواجب العسكري بسبب مرض أصيب به خلال طفولته في برنامج إذاعي.
شقيقه الأصغر ها سونغ مين هو أيضا لاعب كرة قدم.

## روابط خارجية
- ها داي سونغ على موقع الاتحاد الدولي (مؤرشف)  (الإنجليزية)
- ها داي سونغ على موقع رابطة كرة القدم اليابانية للمحترفين (اليابانية)
- ها داي سونغ على موقع دوري كوريا الجنوبية (الإنجليزية)
- ها داي سونغ على موقع قاعدة بيانات كرة القدم.إي يو (الإنجليزية)
- ها داي سونغ على موقع ناشيونال فوتبول تيمز (الإنجليزية)
- ها داي سونغ على موقع Soccerway.com (الإنجليزية)
- ها داي سونغ على موقع AS.com (الإسبانية)

- ها داي سونغ - إحصائيات الفريق الوطني في KFA باللغة الكورية
- ها داي سونغ – سجل منافسات الفيفا
- ها داي سونغ  على سكروي
- ها داي سونغ على فرق كرة القدم الوطنية.كوم
- J.League Data Site (باليابانية)